# Robert Charles Zaehner
Robert Charles Zaehner, angleški filozof, univerzitetni profesor, zgodovinar, * 8. april 1913, Sevenoaks, Kent, Združeno kraljestvo Velike Britanije in Irske, † 24. november 1974, Oxford, Združeno kraljestvo Velike Britanije in Severne Irske. 
Ukvarjal se je s preučevanjem vzhodnih verstev. Razumel je izvirni jezik številnih sakralnih besedil - npr. hindujskih, budističnih in islamskih. V obdobju druge svetovne vojne je deloval v Iranu kot obveščevalni agent. Po vojni je nadaljeval s svojim delom na Univerzi v Oxfordu, kjer je pisal spise, ki so temeljili na zoroastrizmu. V svojih knjigah je obravnaval teme, kot so mistika oz. misticizem, hinduizem, medsebojna primerjava religij, krščanstvo in njegov odnos do ostalih religij ter etika. Zaehner je prevedel Bhagavad-gito ter dodal obširen komentar, ki temelji na hindujskih virih in tradiciji. Njegove knjige so bile zelo odmevne, zato je BBC objavil serijo pogovorov z njim. Zaehner je napisal kar nekaj knjig, objavljal pa jih je pod imenom R. C. Zaehner.

## Življenje

### Mladost
Robert Charles Zaehner se je rodil 8. aprila 1913 v Sevenoaksu v Kentu. Bil je sin švicarsko – nemških priseljencev. Že v zgodnjem otroštvu je tekoče govoril francosko in angleško. Obiskoval je bližnjo šolo v Tonbridgu, nato pa je bil sprejet na kolidž Christ Church v Oxfordu, kjer je študiral grščino, latinščino in orientalske jezike. Med letoma 1936 in 1937 je študiral pahlavi pod mentorstvom Harolda W. Baileya, ki je bil tudi njegov zelo dober prijatelj. Nato je začel pisati knjigo Zurvan, a Zoroastrian Dilemma (»Zurvan, zoroastrijska dilema«), ki je študija predislamske religije Irana. 

### Diplomat in profesor
Pred drugo svetovno vojno je Zaehner predaval na Univerzi v Oxfordu. Med vojno je leta 1943 začel delati za britansko obveščevalno službo na ambasadi v Teheranu. Svoje delo je opravljal na območju gorskih plemen na severu Irana. Zaehner je po vojni delal kot diplomat do leta 1947, nato pa je nadaljeval svoje raziskovanje zoroastrizma na Oxfordu. Na kolidžu Christ Church je nadaljeval s pisanjem knjige Zurvan in poučevanjem perzijske književnosti. Med letoma 1951 in 1952 se je ponovno vrnil v Iran, kjer je delal kot svetovalec na tamkajšnji britanski ambasadi ter sodeloval pri strmoglavljenju iranskega predsednika Mohameda Mosadeka. 
V 50. letih 20. stoletja se je ponovno začel zanimati za zoroastrizem, objavil je tudi knjigo Zurvan, prav tako pa še dve drugi knjigi s podobno tematiko. Leta 1952 je bil izvoljen za vodilnega profesorja vzhodnih verstev in etike. Nasledil je profesorja  Sarvepallija Radhakrišnanja, ki je odstopil s položaja in postal predsednik Indije. Radhakrišnan  je zagovarjal usklajeno stališče glede medsebojne primerjave religij, saj je podpiral idejo o neke vrste univerzalizmu religij. Zaehner pa je v svojem uvodnem govoru izpostavil močno, a hkrati duhovito kritiko univerzalizma religije, kar je sprožilo številne polemike.
Po izvolitvi na položaj leta 1952 je svoje zanimanje postopno preusmeril še bolj proti vzhodu in sicer v Indijo, kar je bilo v skladu z željo ustanovitelja. Na tem profesorskem mestu je deloval vse do smrti leta 1974. Leta 1957 je napisal knjigo Mysticism Sacred and Profane ("Sveto in profano v misticizmu"), v kateri je razpravljal o tradicionalni, medkulturni duhovni praksi. Na podlagi mističnih spisov je ponudil inovativno tipologijo, ki je postala predmet razprav v številnih znanstvenih revijah. Zaehner se je podobne tematike lotil tudi v knjigi z naslovom Zen, Drug and Mysticism ("Zen, droge in mistika"). Njegove ideje so bile zelo odmevne, zato je bil povabljen na BBC in v tujino, kjer je predaval.

### Pozna leta življenja in smrt
Med letoma 1967 in 1969 je dvakrat potoval na Univerzo St. Andrews na Škotskem, kjer je sodeloval pri gifordskih predavanjih, ki so bila kasneje objavljena leta 1970 z naslovom Concordant Discord. The interdependence of faiths (»Skladno neskladje. Soodvisnost med verami«) Zaehner je v teologiji nasprotoval ekumenizmu, ki si je prizadeval za enotnost v vseh religijah. Tega ni delal iz sovraštva, ampak iz prepričanja, da mora vsak ploden dialog med religijami temeljiti na iskanju resnice. Če bi tak dialog temeljil le na lažni harmoniji in prijateljstvu, bi le-to povzročilo poglabljanje nesporazumov in nezaupanja.
Robert Charles Zaehner je umrl 24. novembra 1974 v Oxfordu.

## Delo
Robert Charles Zaehner je najbolj znan po svojih študijah vzhodnih verstev.

### Zoroastrizem
Zaehner je veliko preučeval zoroastrizem o katerem je napisal 3 knjige: Zurvan, a zoroastrian dilemma (1955), The Teachings of the Magi ("Učenja magov") ter The Dawn and Twillight of Zoroastrism ("Zora in somrak zoroastrizma").
Prva knjiga Zurvan ponuja izvirne razprave o tako imenovanem ostrem etičnem dualizmu dobrega in zlega, ki teološko precej odstopa od konvencionalne zoroastrijske religije takratnega antičnega perzijskega cesarstva. Po preroku Zoroastru naj bi dobronamerni Ahura Mazda ("Modri Gospod) kot Bog stvarnik oblikoval Spenta Mainyu ("Sveti Duh"), ki je bil dober in Angra Mainyu ("Agresivni Duh"), ki je bil zloben. Duha sta bila obravnavana kot dvojčka, pri čemer je eden izmed njiju predstavljal dobro in drugi zlo. Skozi stoletja pa so namesto Spenta Mainyuja, "stvarnika" Ahura Mazdo začeli dojemati kot dvojčka zlobnega Angra Mainyuja. Sčasoma pa so ljudje kot tisti glavni vzrok za nastanek tako dobrohotnega Ahure Mazde kot tudi zlobnega Angra Mainyu, proti kateremu so se ljudje borili, začeli obravnavati Zurvan ("čas").
Zurvan naj bi bil čas in hkrati oče teh dvojčkov. Bil naj bi vrhovna stvar, višja od "dobrega in zla". Zoroastrijska kozmologija je razlagala, da "končni čas nastane iz neskončnega časa", pri čemer je Zurvan oboje. Ko so ljudje dosegli zmago nad zlobnim Angro Mainyujem, so nekateri trdili, da je Ahura Mazda vrhoven, drugi pa, da je Zurvan bog vsega – časa, prostora, modrosti, moči ter smrti, reda in usode. In ravno to področje obravnava Zaehner v delu Zurvan. Druga knjiga  The Teachings of the Magi predstavlja 3 glavne principe zoroastrizma in je polna Zaehnerjevih opisnih komentarjev.  V tretji knjigi pa je Zaehner raziskoval poreklo in ustanovitev religije zoroastrizma preko njenega preroka Zoroastra (Zaratustre). Njegov teološki in etični dualizem naj bi se zavzemal za "privržence Resnice, ki ohranjajo življenje in ga krepijo" ter se boril  proti "uničevalnim silam" – lažem.

### Primerjalna religija
Zaehner se je ukvarjal tudi s primerjalno religijo. Na tem področju je napisal precej primerjalnih del, med njimi sta bolj znani:
- At Sundry Times (»Ob različnih časih«)[13] – Zaehner je poskušal rešiti "težavo, kakšen odnos naj ima kristjan do tujih religij in kako naj jih poveže s svojo religijo". V delu govori tudi o hinduizmu ter budizmu ter primerja krščanstvo in koran.
- Christianity & other religions (»Krščanstvo in druga verstva«)[14][15] – V tem delu Zaehner primerja druge religije s krščanstvom, predvsem se osredotoči na primerjavo krščanstva z judovstvom npr. taoizma in Adama (prvi človek), budističnega koncepta sunyata (praznost, praznina) in Platona, Al Gazalija in Svetega Pavla, idr.

### Mistika
Zaehner je precej prispeval tudi k mistiki, ki je postala aktualna ne dolgo nazaj v času njegovega delovanja. Delal je veliko primerjalnih analiz ter prispeval k njeni tipologiji. 
- Mysticism Sacred and Profane ("Sveto in profano v misticizmu")[16] – Je zanimivo delo, v katerem je Zaehner obravnaval naravo in vedenje mistikov ter uporabo meskalina, opojne naravne substance, ki jo je uporabljalo veliko mistikov, tudi Zaehner sam.

- Hindu and Muslim ("Hinduistično in muslimansko"[17] – Zaehner primerja mistično literaturo in delovanje dveh verstev - hinduizma in islama. Loti se raziskovanja "duhovnih zakladov", ki nam naj bi jih zapustila hinduistična mistika in sufizem.[18]

Kar se tiče primerjalnega misticizma, se je Zaehner v svojem delu o primerjalni religiji neposredno lotil mistike, zlasti v hinduizmu, krščanstvu in islamu. Kritiziral je takrat splošno razširjeno stališče, da je treba v mističnih izkušnjah najti ključ do enotnosti vseh religij. Svoja stališča je utemeljil na dobro znanih besedilih mistikov različnih religij. V številnih spisih o mistikih je Zaehner kot dopolnilo vključeval tudi psihološke razsežnosti tega področja. Ugotovil je, da so nekateri mistiki, ki so izkusili nenavadna stanja, pri pisanju uporabljali zanimiv slog pisanja, poln metafor, poročne simbolike in spolnosti. 
Zaehner je leta 1958 predstavil splošno analizo obsega mističnih izkušenj v obliki tipologije. Cilj tega je bil predstaviti dve stvari: pričanja mistikov o lastnih nenavadnih izkušnjah in mistikovo lastno razlago te izkušnje.

### Hinduizem
Poleg zoroastrizma je Zaehner posvečal čas tudi raziskovanju hinduizma. Zaradi mnogih prevodov in knjige Hinduism ("Hinduizem") je Zaehner eden najpomembnejših sodobnih predstavnikov hindujskih teoloških in filozofskih doktrin. 
Delo Hinduism  je kratko, globoko in elegantno. Zaehner v njem med drugim razpravlja o prefinjenosti Dharme in Yudhishthire, sina Dharme, ki je postal kralj pravičnosti. Yudhishthira je starejši izmed petih bratov kraljeve družine Pandava in poveljnik ene strani v vojni Mahabharata. Ves čas se trudi, da bi sledil svoji vesti in delal dobra dejanja, tj. da bi se izognil pokolu in prelivanju krvi. 
Zaehner razpravlja o: Yudhishthiri in mokshi (»osvoboditev«) ter karmi; in o težavah, ki naj bi jih Yudhishthira imel z bojevniško kasto.

### Družbene ideologije in etika
Zaehner je veliko razpravljal o komunizmu, pri čemer je uporabljal primerjalno-religiozen pristop. Menil je, da je sovjetska partijska vlada v tistem času spominjala na vodenje Katoliške cerkve. Skupne značilnosti oz. podobnosti so vključevale avtoritarno hierarhično strukturo, ki jo je vodila nekakšna teorija oz. dogma, ki je bila (oz. je morala biti) nesporna, nevprašljiva. Tako naj bi bil po Zaehnerju stalinistični sovjetski sistem sprevržena kopija Rimskokatoliške cerkve. 
Zaehnerjeve zadnje tri knjige so bile:
- Drugs, Mysticism and Makebelieve (»Droge, mistika in fantazija«)[20]
- Our Savage God (»Naš divji bog«)[21]
- City within the Heart (»Mesto v srcu«)[22]

V teh treh se je Zaehner osredotočil na vprašanja sodobne družbe, pri čemer se je oprl na svoje študije primerjalne religije. Raziskoval je npr. podobnosti in razlike med izkušnjami z mamili in mistiko, ter pisal o umorih in drugih groznih dejanjih in njihovih utemeljitvah.

## Omembe v slovenščini
V slovenski literaturi je Zaehner malokrat omenjen, eno izmed njegovih del pa je prevedeno v slovenščino - Verski in posvetni misticizem: proučitev nekaterih vrst nadnaravnega izkustva (COBISS).